# Thomas Gerber (Physiker)
Thomas Gerber (* 1954) ist ein deutscher Physiker und Professor i. R.

## Leben
Thomas Gerber ist seit 1992 Hochschullehrer (Professur C3) für Angewandte Physik an der Universität Rostock. Sein Forschungsschwerpunkt liegt auf der Nanotechnologie in der Medizin, wozu er seit 2003 forscht. Er war bis 2020 Leiter der Nano- und Biomaterialgruppe des Instituts für Physik.
Seit 2003 ist er Geschäftsführer eines Unternehmens, welches u. a. vollsynthetisches, auf Hydroyllapatit basierendes Knochenmaterial anbietet. Dieses hat Thomas Gerber 2005 entwickelt.

## Werke (Auswahl)
- Mit Brigitte Vollmar u. a.: Osteogenic capacity of nanocrystalline bone cement in a weight-bearing defect at the ovine tibial metaphysis. International Journal of nanomedicine, 2012, S. 2883–2889.
- Mitautor: How to enhance Osseointegration. Key engineering materials, 2012, S. 467–472.
- Mitautor: Nanostructured bone grafting Substitutes. Key engineering materials, 2011, S. 147–152.
- Mitautor: Immunohistochemical characterization of nanocrystalline hydroxyapatite silica gel (NanoBone(r)) osteogenesis. Clin Oral Implants Research 19, 2008, S. 1016–1026.
- Mitautor: Novel calcium phosphate formula for filling bone defects. Initial in vivo long-term results. Mund-, Kiefer- und Gesichtschirurgie, 8(5), 2004, S. 277–181.
- Mitautor: The arrangement of fractal clusters dependent on the pH value in silica gels from sodium silicate Solutions. Journal of Non-Crystalline Solids, 2001.
- Mitautor: The structure of silica glass. Journal of Non-Crystalline Solids, 1986.
- Mitautor: X-ray diffraction investigations of differently prepared amorphous Silicas. physica status solidi, 1985.